# Paragerydus horsfieldi
Paragerydus horsfieldi är en fjärilsart som beskrevs av Moore 1857. Paragerydus horsfieldi ingår i släktet Paragerydus och familjen juvelvingar. Inga underarter finns listade i Catalogue of Life.

## Bildgalleri

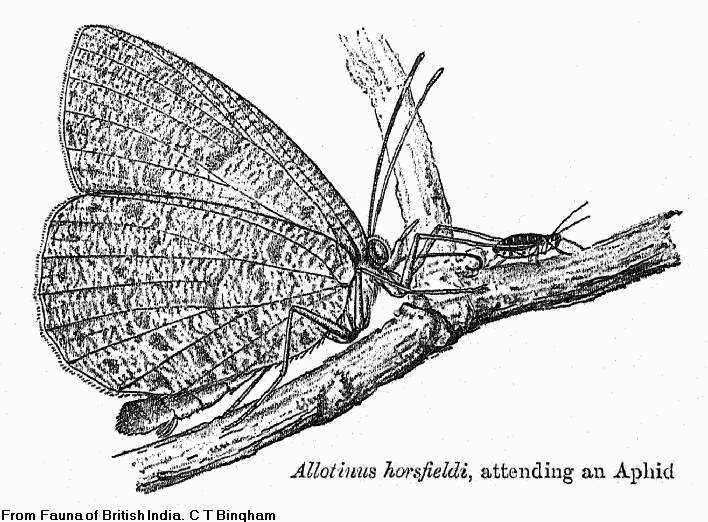
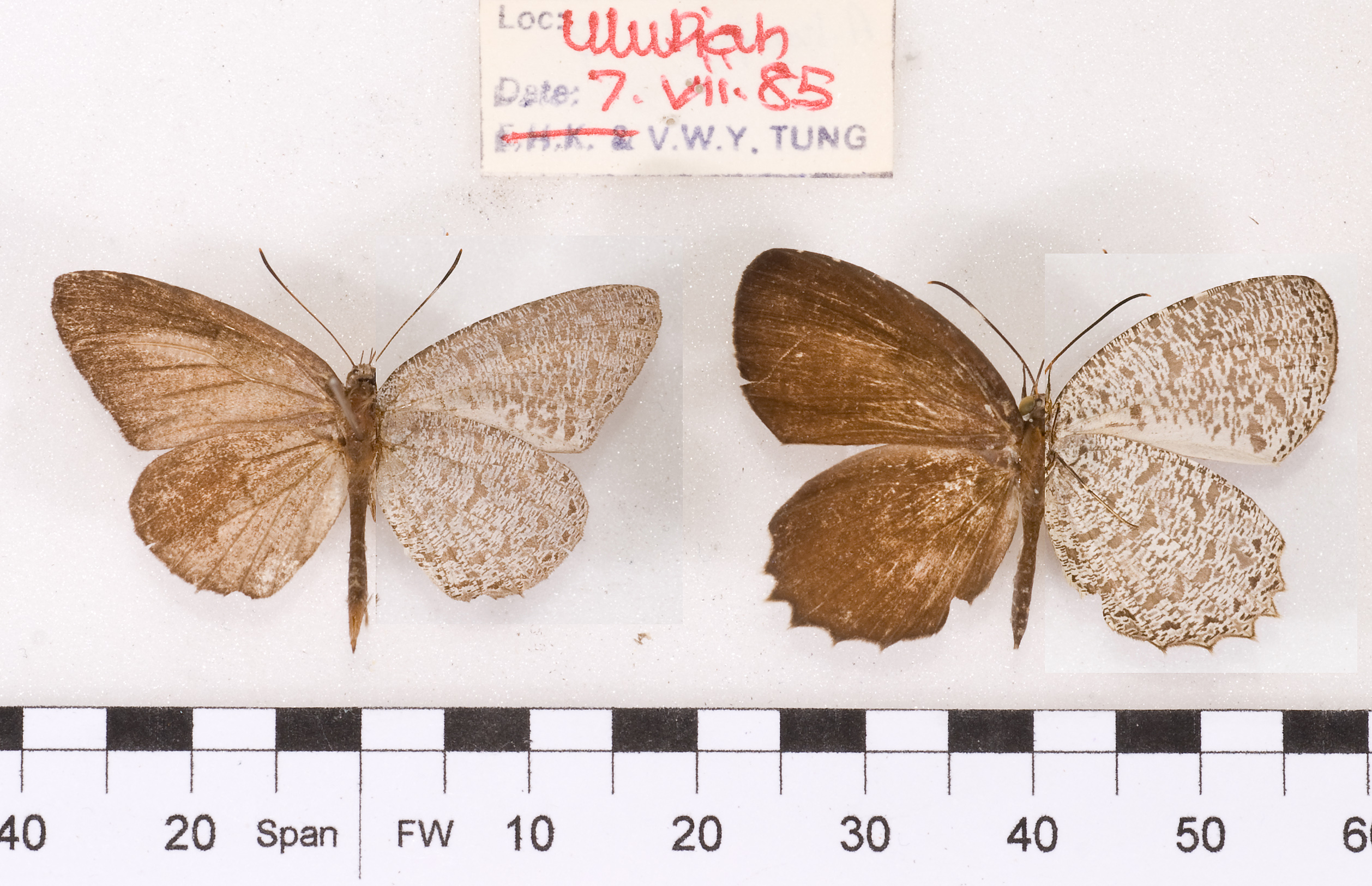